# Kľušov
Kľušov (ungarisch Kolossó – bis 1907 Klyussó) ist eine Gemeinde im Osten der Slowakei mit 1089 Einwohnern (Stand 31. Dezember 2024). Sie gehört zum Okres Bardejov, einem Kreis des Prešovský kraj und wird zur traditionellen Landschaft Šariš gezählt.

## Geographie

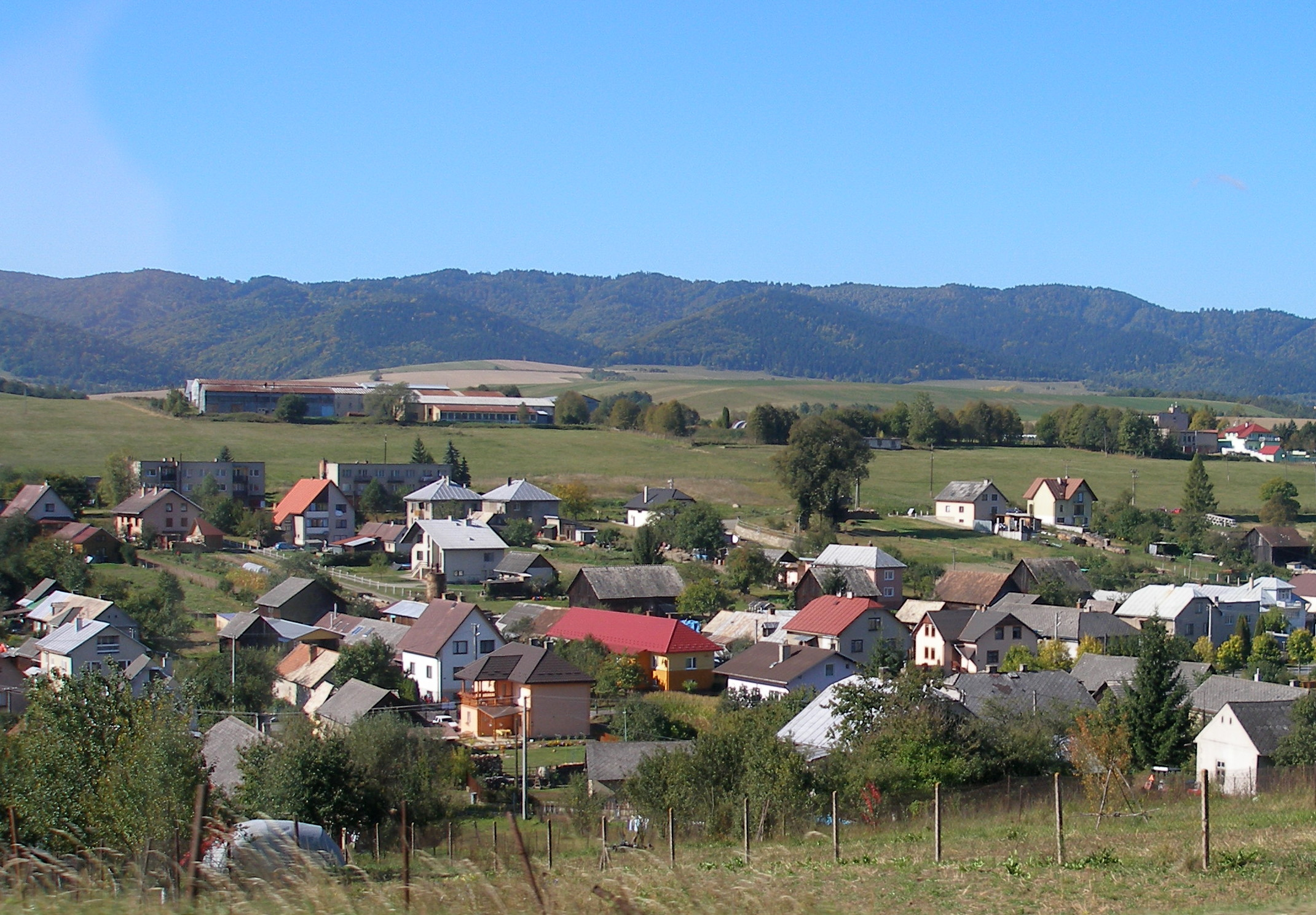
Blick auf den Ort

Die Gemeinde befindet sich im kleinen Talkessel namens Bartošovská kotlina am südwestlichen Hang der Niederen Beskiden im Quellbereich eines Zuflusses von Šibská voda, die in Bardejov in die Topľa mündet. Das knapp 15,4 km² große Gemeindegebiet ist zumeist hügelig und nur wenig bewaldet. Das Ortszentrum liegt auf einer Höhe von 317 m n.m. und ist sieben Kilometer von Bardejov sowie 35 Kilometer von Prešov entfernt.
Verwaltungstechnisch gliedert sich die Gemeinde in Gemeindeteile Kľušov und Kľušovská Zábava.

## Geschichte
Der Ort wurde zum ersten Mal 1330 als Senvalt schriftlich erwähnt und entstand am Anfang des 14. Jahrhunderts. 1427 sind in einem Steuerverzeichnis 35 Porta verzeichnet. Im Laufe der Jahrhunderte gehörte das Dorf zu Geschlechtern wie Perényi, Zápolya, Bornemisza und Klobusiczky. 1722 brannte Kľušov vollständig nieder.
1787 zählte man 75 Häuser und 542 Einwohner, 1828 schon 97 Häuser und 735 Einwohner.
Bis 1918 gehörte der im Komitat Scharosch liegende Ort zum Königreich Ungarn und kam danach zur Tschechoslowakei bzw. heute Slowakei.

## Bevölkerung
| Jahr                | 1994 | 2004    | 2014    | 2024    |
| ------------------- | ---- | ------- | ------- | ------- |
| Anzahl der Personen | 970  | 1033    | 1092    | 1089    |
| Unterschied         |      | +6,49 % | +5,71 % | −0,27 % |

| Jahr                | 2023 | 2024    |
| ------------------- | ---- | ------- |
| Anzahl der Personen | 1074 | 1089    |
| Unterschied         |      | +1,39 % |

Ergebnisse der Volkszählung 2001 (967 Einwohner):
| Nach Ethnie: - 98,14 % Slowaken - 1,03 % Ukrainer - 0,21 % Russinen - 0,21 % Tschechen | Nach Konfession: - 94,93 % römisch-katholisch - 2,07 % griechisch-katholisch - 1,76 % orthodox - 0,93 % keine Angabe - 0,21 % konfessionslos |

## Bauwerke
- römisch-katholische Kyrill-und-Method-Kirche, 1972 fertiggestellt